# Trong thế giới động vật
Trong thế giới động vật (tiếng Nga: В мире животных) là một chương trình truyền hình của Liên Xô (Nga hiện nay) dành cho lĩnh vực động vật học và nghiên cứu động vật hoang dã, cùng những tập tính và môi trường sống của từng loài.

## Hình thành và phát triển

### Nhạc hiệu
- La Peregrinación (Ariel Ramirez)
- Alouette[1] (Paul Mauriat)